# Irski folk
Irski folk je irska narodna glazba. Ističe se jer je posebna i popularna u cijelom svijetu. U 20. i 21. stoljeću irska glazba se počela slušati i svirati širom svijeta pa postoje mnogi poznati sastavi kao The Dubliners, The Chieftains, Wolfe Tones, itd.

## Irish Folk Rock/Metal/Punk
U drugoj polovici 20. stoljeća Irska narodna glazba počela se obrađivati u rock, punk rock i metal sastavima pa također imamo sastave koji su poznati po tome kao npr. Flogging Molly, Dropkick Murphy's, Cruachan, The Pogues i drugi.

## Irski folk u Hrvatskoj
- Slip
- Mrs. Ferris Pighouse Collection
- The Shamrock
- Paddy's Allstars
- Belfast Food
- Captain's Daughter & The Sailors
- The Blarney Stones
- Celtic Fantasy Band
- The Fir
- Jolly Rogers

## Sastavi iz regije
SRBIJA
- Orthodox Celts
- Irish Stew of Sindidun
- Slavic Bard
- Scordisci
- Cassidy’s Brewery

MAĐARSKA
- Paddy And The Rats
- Jolly Jackers

SLOVENIJA
- Happy Ol’ McWeasel
- Bog Bards
- Slainte Ol’ Friend